# Ultraviolet (Fernsehserie)
Ultraviolet ist eine britische Mystery-Fernsehserie des Fernsehsenders Channel 4. Die Ausstrahlung in Großbritannien begann am 15. September 1998 und endete am 20. Oktober 1998 nach 6 Folgen.

## Handlung
Jack (Stephen Moyer), verschwindet in seiner Hochzeitsnacht spurlos. Das versetzt Detective Sergeant Michael Colefield (Jack Davenport) in Aufregung, denn Jack ist nicht nur sein Partner, sondern auch sein Freund. Als er diesen eines Nachts wieder trifft, merkt er, dass sich an Jack etwas verändert hat. Er ist ein Vampir geworden. Michael weiß nicht mehr, was er machen soll. Einerseits ist Jack sein Freund, andererseits weiß er nicht, was Jacks Verwandlung in einen Vampir zu bedeuten hat. Ist er dieselbe Person, die er vorher war, oder hat er sich zu einem bösen und gefährlichen Wesen entwickelt, das möglichst schnell vernichtet werden muss. Letzteres glauben seine Arbeitskollegen. Sie setzen alles daran Vampire zu vernichten und führen an ihnen medizinische Experimente durch. Sie denken, dass die Vampire die Menschen versklaven wollen. Zunächst glaubt Michael noch, dass er Jack vor seinen Kollegen schützen müsse. Dann jedoch bemerkt er, dass Jack in einigen Punkten lügt. Er schließt sich seinen Kollegen an, um die Vampire zu vernichten.

## Besetzung
| Rolle                                | Schauspieler         | Episode |
| ------------------------------------ | -------------------- | ------- |
| Detective Sergeant Michael Colefield | Jack Davenport       | 1–6     |
| Dr. Angela March                     | Susannah Harker      | 1–6     |
| Vaughan Rice                         | Idris Elba           | 1–6     |
| Rafael                               | Philip Quast         | 1–6     |
| Kirsty                               | Colette Brown        | 1–6     |
| Frances                              | Fiona Dolman         | 1–6     |
| Jacob                                | Thomas Lockyer       | 3–6     |
| Dr. Paul Hoyle                       | Corin Redgrave       | 5–6     |
| Jack                                 | Stephen Moyer        | 1, 6    |
| Angie’s Daughter                     | Elizabeth Earl       | 3–4     |
| Emilie                               | Georgia Goodman      | 5–6     |
| Lester                               | Christopher Villiers | 2       |
| Maria’s Contact                      | Rob Jarvis           | 5       |

## Episodenliste
| Nr. (ges.) | Nr. (St.) | Deutscher Titel | Originaltitel     | Erstausstrahlung USA | Regie | Drehbuch    |             |
| ---------- | --------- | --------------- | ----------------- | -------------------- | ----- | ----------- | ----------- |
| 1          | 1         | —               | Habeas Corpus     | 15. Sep. 1998        | —     | Joe Ahearne | Joe Ahearne |
| 2          | 2         | —               | In Nomine Patris  | 22. Sep. 1998        | —     | Joe Ahearne | Joe Ahearne |
| 3          | 3         | —               | Sub Judice        | 29. Sep. 1998        | —     | Joe Ahearne | Joe Ahearne |
| 4          | 4         | —               | Mea Culpa         | 6. Okt. 1998         | —     | Joe Ahearne | Joe Ahearne |
| 5          | 5         | —               | Terra Incognita   | 13. Okt. 1998        | —     | Joe Ahearne | Joe Ahearne |
| 6          | 6         | —               | Persona Non Grata | 20. Okt. 1998        | —     | Joe Ahearne | Joe Ahearne |

## Ausstrahlung
Die erste Folge der Fernsehserie wurde am 15. September 1998  auf dem britischen Fernsehsender Channel 4 gesendet. Ab dem 4. November 1998  folgte eine Ausstrahlung in Australien. Am 31. Juli 2000 wurde die Serie in den USA ausgestrahlt, am 28. August 2000 in Island, am 27. Januar 2001 auf Série Club in Frankreich und am 2. September 2003 in Portugal.

## Veröffentlichung
Die Fernsehserie wurde auf DVD und Blu-ray veröffentlicht. In Großbritannien wurde die erste DVD am 5. Februar 2001 veröffentlicht. Am 22. April 2013 folgte eine Collectors Edition mit zusätzlichen Szenen und anderem Bonusmaterial. Außerdem gibt es eine französischsprachige und eine norwegische DVD.

## Amerikanische Adaption
Im Jahr 2000 nahm Fox eine amerikanische Adaption der Fernsehserie in Angriff. Es wurde eine Pilotfolge gedreht, die nie ausgestrahlt wurde.

## Kritik
„Ultraviolet is probably the best sci-fi show of (relatively) modern times you have ever seen.“

In seiner 54. Special Edition, widmete sich das SFX Magazin unter anderem der Serie Ultraviolet. Das SFX Magazin beschrieb die Serie als brillant. Die Serie sei wahrscheinlich die beste britische Sci-Fi Show der modernen Zeit. Auch der Drehbuchschreiber Toby Whithouse (Doctor Who, Being Human) kam zu Wort. Er sei begeistert von Ultraviolet. Ultraviolet sei ein unglaublich clever konzipiertes Drama, das gleichzeitig zum Nachdenken anrege und sehr spannend sei. Das SFX Magazin schrieb weiter, dass Ultraviolet zwar vor seiner Zeit endete aber viele später startende Sci-Fi Shows inspirierte. Als Beispiel nannten sie Doctor Who, Missfits, Being Human und The Fades.